# Pietro De Marchi
Pietro De Marchi (Seregno, 30 maggio 1958) è un poeta e italianista svizzero con cittadinanza italiana, che ha studiato in Italia.

## Biografia
Pietro De Marchi si è laureato in Lettere all'Università di Milano e ha conseguito il dottorato nel 1992 con Ottavio Besomi all'Università di Zurigo. Nel 2004 ha ottenuto l'abilitazione in studi letterari italiani. Dal 2006 al 2011 è stato professore associato di Letteratura italiana presso l'Università di Neuchâtel. Dal 2011 è professore associato di Letteratura italiana presso l'Università di Zurigo.
Oltre ad aver pubblicato due raccolte di poesie (Parabole smorzate, del 1999, e Replica, del 2006), ha stampato - tra le altre cose - i volumi di saggi Dove portano le parole (2002) e Uno specchio di parole scritte (2003).

## Opere

### Poesia
- Parabole smorzate e altri versi (1990-99), pref. di Giorgio Orelli, Bellinzona, Casagrande, 1999.
- Replica, Bellinzona, Casagrande, 2006.

## Saggistica
- I libri di Dante Isella, Pietro De Marchi e Guido Pedrojetta, con un augurio di Vanni Scheiwiller, All'insegna del pesce d'oro, Milano, Scheiwiller, 1993.
- Francesco Bellati, Poesie milanesi, a cura di Pietro De Marchi, Milano, All'insegna del pesce d'oro, Milano, Scheiwiller, 1996.
- Aa. Vv., Per Giorgio Orelli, a cura di Pietro De Marchi e Paolo Di Stefano, Bellinzona, Casagrande, 2001.
- Dove portano le parole: sulla poesia di Giorgio Orelli e altro Novecento, Lecce, Manni, 2002.
- Uno specchio di parole scritte: da Parini a Pusterla, da Gozzi a Meneghello, Firenze, Cesati, 2003.

### Altro
- La carta delle arance – Gottfried-Keller-Preis 2016.
- Con il foglio sulle ginocchia, Bellinzona, Casagrande, 2020.